# Mac DeMarco
McBriare Samuel Lanyon „Mac“ DeMarco (* 30. April 1990 als Vernor Winfield McBriare Smith IV in Duncan, British Columbia) ist ein kanadischer Musiker.

## Leben und Wirken
Der Sänger, Multiinstrumentalist, Videokünstler und Musikproduzent ist hauptsächlich für seine Solokarriere bekannt, in welcher er bisher vier Studioalben veröffentlicht hat: 2, Salad Days, This Old Dog und Here Comes the Cowboy. Zudem erschienen bislang zwei EPs namens Rock and Roll Night Club und Another One. DeMarco hat ein Heimstudio in seiner Wohnung und veröffentlicht seine Musik über das New Yorker Independent-Label Captured Tracks. Vor seinem Durchbruch als Solokünstler war er von 2008 bis 2011 Mitglied der Band Makeout Videotape.
DeMarco kombiniert Einflüsse aus Indie-Rock, Lo-Fi, Dream Pop und Psychedelic Folk. Sein eigensinniger Musikstil lässt sich oftmals schwer in ein bestimmtes Genre einordnen. So wurde seine Musik beispielsweise schon als „Blue Wave“, „Slacker Rock“ oder von DeMarco selbst als „Jizz Jazz“ beschrieben. Zu seinen Vorbildern gehören unter anderem Neil Young, Grateful Dead, Jonathan Richman, John Lennon und Shuggie Otis.
DeMarco spielt sämtliche Instrumente (Gitarre, Bass, Schlagzeug, Keyboard, Perkussion) auf seinen Alben selber ein, auf Konzerten wird er von einer Band bestehend aus Andrew Charles White (Gitarre), Jon Lent (Bass), Alec Meen (Keyboard) und Joe McMurray (Schlagzeug) begleitet, die auch Hintergrundgesang beisteuert.
DeMarco lebte mit seiner Lebensgefährtin in New York, bis sie im August 2016 gemeinsam nach Los Angeles zogen.

## Diskografie
Studioalben
- 2012: 2 (US: Gold)
- 2014: Salad Days
- 2017: This Old Dog
- 2019: Here Comes the Cowboy
- 2023: Five Easy Hot Dogs

EPs
- 2012: Rock and Roll Night Club
- 2015: Another One

Livealben
- 2013: Live at Russian Recording
- 2013: Live and Acoustic Vol. 1

Singles
- 2012: Only You
- 2012: My Kind of Woman (UK: Gold, US: Platin)
- 2012: Freaking Out the Neighborhood (UK: Silber, US: Gold)
- 2013: Young Blood
- 2014: Chamber of Reflection (UK: Gold, US: ×2Doppelplatin )
- 2014: Salad Days (US: Gold)
- 2017: My Old Man
- 2017: This Old Dog
- 2017: On the Level (US: Gold)
- 2017: One More Love Song
- 2017: For the First Time (UK: Silber, US: Platin)
- 2019: Nobody
- 2019: All of Our Yesterdays
- 2023: Heart to Heart (UK: Silber)

Digitale Veröffentlichungen

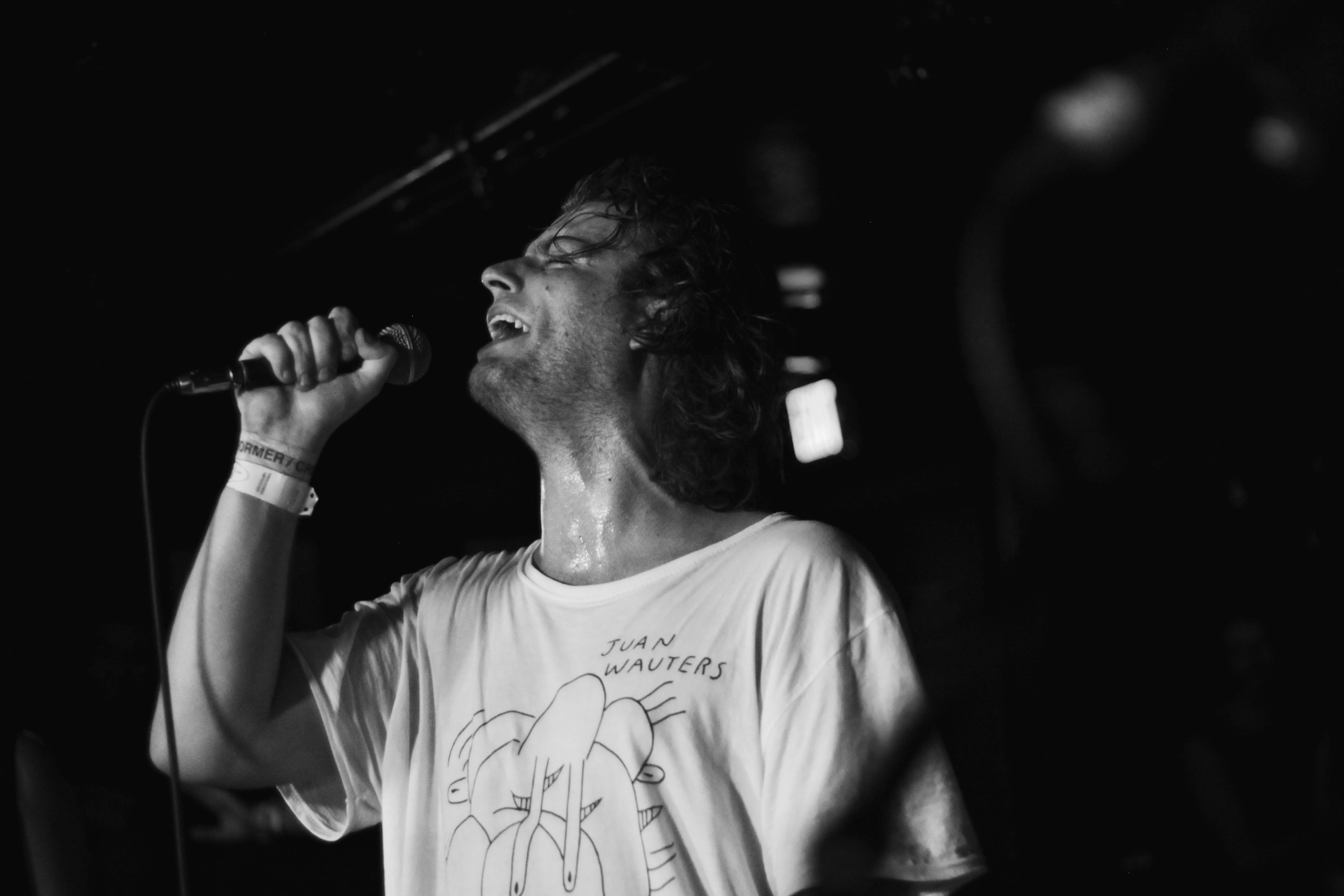
Mac DeMarco 2014 in Cambridge

- 2009: Heat Wave (mit Makeout Videotape)
- 2010: Eating Like a Kid (mit Makeout Videotape)
- 2010: Ying Yang (mit Makeout Videotape)
- 2010: Bossa Yeye (mit Makeout Videotape)
- 2010: Eyeballing (mit Makeout Videotape)
- 2013: 2 Demos
- 2014: Salad Days Demos
- 2015: Some Other Ones

Samplerbeiträge
- 2021: Enter Sandman auf The Metallica Blacklist
- 2022: Two Shrimps auf Not Tight

## Auszeichnungen für Musikverkäufe
| Silberne Schallplatte - Vereinigtes Königreich - 2024: für das Lied Still Beating Goldene Schallplatte - Dänemark - 2025: für das Album This Old Dog - Neuseeland - 2023: für das Album Salad Days - 2024: für das Album 2 - Polen - 2024: für die Single Heart to Heart - Vereinigte Staaten - 2024: für das Lied Moonlight on the River - 2024: für das Lied Still Beating - 2025: für das Lied 20191009 I Like Her | Platin-Schallplatte - Kanada - 2024: für die Single Heart to Heart - 2025: für die Single For the First Time - Neuseeland - 2025: für das Album This Old Dog 3× Platin-Schallplatte - Brasilien - 2024: für die Single Heart to Heart |

Anmerkung: Auszeichnungen in Ländern aus den Charttabellen bzw. Chartboxen sind in ebendiesen zu finden.
| Land/RegionAuszeichnungen für Musikverkäufe (Land/Region, Auszeichnungen, Verkäufe, Quellen) | Silber     | Gold       | Platin       | Verkäufe   | Quellen             |
| -------------------------------------------------------------------------------------------- | ---------- | ---------- | ------------ | ---------- | ------------------- |
| Brasilien (PMB)                                                                              | —          | —          | 3× Platin3   | 120.000    | pro-musicabr.org.br |
| Dänemark (IFPI)                                                                              | —          | Gold1      | —            | 10.000     | ifpi.dk             |
| Kanada (MC)                                                                                  | —          | —          | 2× Platin2   | 160.000    | musiccanada.com     |
| Neuseeland (RMNZ)                                                                            | —          | 2× Gold2   | Platin1      | 30.000     | radioscope.co.nz    |
| Polen (ZPAV)                                                                                 | —          | Gold1      | —            | 25.000     | olis.pl             |
| Vereinigte Staaten (RIAA)                                                                    | —          | 8× Gold8   | 6× Platin6   | 10.000.000 | riaa.com            |
| Vereinigtes Königreich (BPI)                                                                 | 5× Silber5 | 3× Gold3   | —            | 1.760.000  | bpi.co.uk           |
| Insgesamt                                                                                    | 5× Silber5 | 15× Gold15 | 12× Platin12 |            |                     |